# Love Is a Losing Game
Pistes de Back to Black
Back to Black Tears dry on their own
Love is a Losing game est le cinquième extrait de l'album Back to Black de Amy Winehouse.

## Vidéoclip
Le tournage devait avoir lieu le 4 décembre 2007, mais à cause du tabloïde The Sun, sur laquelle on la voit fumer du crack, le tournage du vidéoclip fut annulé par le responsable du vidéoclip à la dernière minute. Donc deux vidéoclip furent lancés: le premier est le montage du vidéoclip de Love Is a Losing Game et les photographies de ses concerts, et le deuxième est sa performance sur le DVD I Told You, I Was Trouble.

## Succès
Au Royaume-Uni, la chanson débute en 46e position mais chute la semaine suivante à la 61e position.

## Charts mondiaux
| Chart       | Meilleure position |
| ----------- | ------------------ |
| Italie      | 24                 |
| Royaume-Uni | 46                 |